# Astringina
La astringina, con fórmula química C20H22O9 es un estilbenoide. Es el glucósido del piceatannol. Se puede encontrar en la corteza de Picea sitchensis o Picea abies.
También está presente en Vitis vinifera. y en el vino.